# James Last
James Last, egentligen Hans Last, född 17 april 1929 i Bremen, död 9 juni 2015 i Palm Beach, Florida, var en tysk orkesterledare, kompositör och musikarrangör.
År 1964 fick han ett eget kontrakt med skivbolaget Polydor och har sedan dess med sin orkester sålt ca 85 miljoner LP/CD. Det gav honom 17 platinaskivor och 207 guldskivor (2013), vilket är världsrekord i antal guldskivor. 
Orkestern framförde ett brett spektrum av musikstilar. Fram till sin sista turné mars–april 2015 fyllde han idrottsarenor vid sina konserter.

## Biografi
James Last föddes på Helmholtzstrasse 33 i stadsdelen Sebaldsbrück i Bremen. Fadern var tjänsteman vid Bremens stad men hans stora passion var musik och på fritiden spelade han vid olika tillställningar. Även Lasts bröder spelade instrument. Under andra världskriget sökte Hans Last in till Wehrmachts Heeresmusikschule, ung, Krigsmaktens armémusikskola, och antogs. Han fick sin musikutbildning vid musikskolan i Bückeburg sedan musikskolan i Frankfurt am Main bombats.
1946 fick han anställning som basist i Radio Bremens underhållningsorkester. Under första hälften av 1960-talet var han anställd som arrangör hos skivbolaget Polydor (Deutsche Grammophon). 1964 gick Last till skivbolagsledningen och presenterade en idé. De tillställningar han bevistat hos sina föräldrar saknade musik som bidrog till att skapa partystämning. Hans idé var att spela in de senaste hitsen med storband och publik för att bidra till en livligare stämning under hemmapartyt. 
En skivbolagsledning gick med på att låta honom pröva detta. Att beakta i sammanhanget är att under den här tiden var den moderna popmusiken under stark framväxt med en stor ungdomspublik. James Last öppnade dörren för den äldre generationen mot den framväxande popmusiken genom sina hit medleys, som presenterades två gånger per år på LP-serien "Non stop dancing". Serien utgavs under perioden 1965–1985.

## Internationell karriär
Den första LP-skivan Non stop dancing -65 (1965) blev en stor succé i hemlandet Tyskland. Skivbolaget såg en möjlighet till internationell framgång. 1967 utgavs LP:n This is James Last på den internationella marknaden. Skivbolaget hade bytt ut förnamnet "Hans" mot "James" för att det ansågs vara mer gångbart internationellt. Skivorna spreds över i stort sett hela världen och serien "Non stop dancing" kom att bli ryggraden i skivutgivningen. Inledningsvis bestod orkestern av tyska studiomusiker men efterhand ökade antalet internationellt erkända musiker. Orkestern bestod sedan 1970-talet av toppmusiker från cirka 15 nationer. De musikaliska framgångarna omfattar över 150 länder. 
Under den mest produktiva perioden i fråga om skivutgivning, 1970–1975,  utkom tolv LP-skivor per år. 1968 började James Last turnera internationellt. Åren 1968–2015 genomfördes mer än 2500 konserter över hela världen. I samband med sin sista turné 22 mars – 24 april 2015 hade han två konserter i Royal Albert Hall. Totalt blev det 90 konserter i Royal Albert Hall. James Last turnerade 1972, som en av de första grupperna från väst, i dåvarande Sovjetunionen. 2001 genomfördes en turné i Kina. 
Under 1980-talet blev det en lugnare period i turnerandet men på 1990-talet uppstod en renässans för hans musik. Representanter för hiphop och rapmusiken använde hans musik som underlag för sampling. Hans välkända stycke The Lonely Shepherd var ett av ledmotiven i filmen Kill Bill. James Last har även skrivit musiken till ett flertal tyska TV-serier, såsom Der Fuchs von Ovelgönne (1981), Das Traumschiff (1981–), Kreisbrandmeister Felix Martin (1982), Der Landarzt (1987–2013), Lorentz und Söhne (1988–1991) samt Zwei Münchner in Hamburg (1989–1993). Även följande tyska filmer bär hans musikaliska signatur: Wenn süss das Mondlicht auf den Hügeln schläft (1969), Der Kapitän (1971), Warum Männer nicht zuhören und Frauen schlecht einparken (2007) samt Dinosaurier (2009). 
2002, 2004, 2006, 2007, 2009, 2011, 2013 och 2015 genomförde James Last omfattande turnéer i Storbritannien och på den europeiska kontinenten samt även i Sverige våren 2004, där en konsert genomfördes i Scandinavium i Göteborg. Konserterna genomfördes på de stora inomhusarenorna.
Under hösten 2004 producerades ett hyllningsalbum till honom med artister som Tom Jones, Nina Hagen och Luciano Pavarotti. Skivans musikaliska bredd representerar James Lasts grundinställning till musik. Under sin karriär sålde James Last omkring 85 miljoner LP/CD. För detta erhöll han 207 guldskivor (2012), vilket är världsrekord. 2012 blev James Last hedersprofessor vid konsthögskolan i födelsestaden Bremen. Samma år tilldelades han en utmärkelse för sitt livsverk inom musiken, utdelad av GEMA.
Hösten 2014 blev James Last allvarligt sjuk. Efter en tarmoperation beslutade han dock att fullfölja turnén 2015. 44 dagar efter sista konserten, som var i Köln, avled han på en klinik i Florida i USA. Han är gravsatt i Hamburg.